# Rocaleberis
Rocaleberis is een geslacht van uitgestorven kreeftachtigen uit de klasse van de Ostracoda (mosselkreeftjes).

## Soorten
- Rocaleberis araucana (Bertels, 1969) Bertels-psotka, 1995 †
- Rocaleberis bertelsae Sanguinetti, 1979 †
- Rocaleberis nascens Bertels, 1969 †
- Rocaleberis sudaustralis McKenzie, Reyment & Reyment, 1991 †
- Rocaleberis sylvesterbradleyi Sanguinetti, 1979 †